# Джордж Армстронг Кастер
Джордж Армстронг Кастер (англ. George Armstrong Custer; 5 грудня 1839 — 25 червня 1876) — американський кавалерійський офіцер, який прославився безрозсудною хоробрістю, необдуманістю дій і байдужістю до втрат.

## Біографія
Народився в сім'ї селян. 1856 року, після закінчення школи поступив в академію Вест-Пойнт, з якої випустився 1861 року у зв'язку з початком Громадянської війни. У 23 роки отримав звання бригадного генерала завдяки сміливим маневрам, через що також під час війни неодноразово підвищувався та знижувався у званні. 1865 року переслідував генерала Роберта Лі, примусивши того до капітуляції.
Із закінченням війни та демобілізацією перейшов у регулярну армію в чині підполковника, після чого воював на Дикому Заході проти індіанців. 1867 року взяв участь у кампанії Хенкока проти шайєннів і народу сіу. У тому ж році потрапив під військовий трибунал і був відсторонений від служби за самовільне відлучення з форту Воллес у Форт Райлі, де хотів побачитися з дружиною.
У вересні 1868 року Кастер знову призначений на службу. На річці Вошито він зі своїм кавалерійським полком атакував і знищив селище мирних шайєннів Чорного Котла. Багато шайєннів, переважно жінки і діти, були вбиті. Це вбивство спричинило масові напади індіанців на білих.
1873 року взяв участь у дослідницькій експедиції в район річки Єллоустон, наступного року — в топографічній експедиції в Південну Дакоту.
Загинув під час війни за Чорні Пагорби при спробі розгромити індіанський табір. Переслідуючи мирне населення біля Літтл-Біггорн, загін Кастера був атакований індіанцями під командуванням вождів Сидячого Бика і Шаленого Коня, розгромлений і знищений.

## У масовій культурі
- У фільмі «Випуск 61-го» 1993 року роль Кастера виконав актор Джош Лукас.
- Група «Slipknot» має у своєму репертуарі пісню «Custer».
- В історичній драмі "Останній самурай" один з головних персонажів лорд Моріцгу Кацумото (якого грає Кен Ватанабе) схвально відгукується про хоробрість Кастера.